# Grasski-Juniorenweltmeisterschaft 2005
Die Grasski-Juniorenweltmeisterschaft 2005 fand vom 22. bis 24. Juli in Nové Město na Moravě in Tschechien statt.

## Teilnehmer
54 Sportler (42 Männer und 12 Frauen) aus 6 Nationen nahmen an der Juniorenweltmeisterschaft teil (in Klammer die Anzahl der Herren und Damen):
- Deutschland (3 + 3)
- Italien (11 + 1)
- Japan (1 + 1)
- Österreich (7 + 1)
- Schweiz (6 + 3)
- Tschechien (14 + 3)

Die erfolgreichsten Teilnehmer waren der Italiener Lorenzo Gritti, die Schweizerin Nadja Vogel und die Deutsche Anna-Lena Büdenbender mit jeweils zwei Goldmedaillen.

## Medaillenspiegel
| Platz | Land        | Gold | Silber | Bronze | Gesamt |
| ----- | ----------- | ---- | ------ | ------ | ------ |
| 1     | Schweiz     | 2    | 2      | –      | 4      |
| 2     | Italien     | 2    | 1      | 1      | 4      |
| 3     | Deutschland | 2    | 1      | –      | 3      |
| 4     | Österreich  | 1    | 3      | –      | 4      |
| 5     | Tschechien  | 1    | 1      | 5      | 7      |
| 6     | Japan       | –    | –      | 2      | 2      |

## Ergebnisse Herren

### Slalom
| Platz | Name               | Land | Zeit 1. | Zeit 2. | Gesamt      |
| ----- | ------------------ | ---- | ------- | ------- | ----------- |
| 01    | Lorenzo Gritti     | ITA  | 32,14 s | 31,64 s | 1:03,78 min |
| 02    | Marc Zickbauer     | AUT  | 32,49 s | 32,24 s | 1:04,73 min |
| 03    | Michal Klimeš      | CZE  | 32,72 s | 32,29 s | 1:05,01 min |
| 04    | Aleš Mlíčka        | CZE  | 33,15 s | 32,87 s | 1:06,02 min |
| 05    | Alessandro Rinaldi | ITA  | 32,87 s | 33,30 s | 1:06,17 min |
| 06    | Lukáš Brýdl        | CZE  | 33,39 s | 33,05 s | 1:06,44 min |
| 07    | Remo Giger         | SUI  | 33,75 s | 33,13 s | 1:06,88 min |
| 08    | Lukáš Vecheta      | CZE  | 33,54 s | 33,47 s | 1:07,01 min |
| 09    | Fabrizio Rottigni  | ITA  | 33,72 s | 33,37 s | 1:07,09 min |
| 10    | Erik Tarabini      | ITA  | 33,91 s | 33,46 s | 1:07,37 min |

Datum: 22. Juli 2005

Gewertet: 31 von 42 Läufern

### Riesenslalom
| Platz | Name             | Land | Zeit 1. | Zeit 2. | Gesamt  |
| ----- | ---------------- | ---- | ------- | ------- | ------- |
| 01    | Marc Zickbauer   | AUT  | 28,57 s | 29,43 s | 58,00 s |
| 02    | Michal Klimeš    | CZE  | 28,35 s | 30,02 s | 58,37 s |
| 03    | Lorenzo Gritti   | ITA  | 29,00 s | 29,62 s | 58,62 s |
| 04    | Jan Gardavský    | CZE  | 28,73 s | 30,03 s | 58,76 s |
| 05    | Luca Petrucciani | ITA  | 28,74 s | 30,09 s | 58,83 s |
| 06    | Lukáš Brýdl      | CZE  | 28,78 s | 30,46 s | 59,24 s |
| 07    | Erik Tarabini    | ITA  | 29,36 s | 29,90 s | 59,26 s |
| 08    | Michael Waligora | CZE  | 29,08 s | 30,27 s | 59,35 s |
| 09    | Remo Giger       | SUI  | 29,41 s | 30,39 s | 59,80 s |
| 10    | Tetsuya Yashima  | JPN  | 29,24 s | 30,70 s | 59,94 s |

Datum: 23. Juli 2005

Gewertet: 35 von 42 Läufern

### Super-G
| Platz | Name               | Land | Zeit    |
| ----- | ------------------ | ---- | ------- |
| 01    | Jan Gardavský      | CZE  | 27,34 s |
| 02    | Marc Zickbauer     | AUT  | 27,48 s |
| 03    | Lukáš Brýdl        | CZE  | 27,50 s |
| 04    | Michael Waligora   | CZE  | 27,91 s |
| 05    | Erik Tarabini      | ITA  | 27,96 s |
| 06    | Aleš Mlíčka        | CZE  | 27,99 s |
| 07    | Tomáš Kolouch      | CZE  | 28,06 s |
| 08    | Lorenzo Gritti     | ITA  | 28,20 s |
| 09    | Alessandro Rinaldi | ITA  | 28,22 s |
| 10    | Luca Petrucciani   | ITA  | 28,33 s |

Datum: 24. Juli 2005

Gewertet: 37 von 41 Läufern

### Kombination
| Platz | Name               | Land | Zeit SL     | Zeit SG | Gesamt      |
| ----- | ------------------ | ---- | ----------- | ------- | ----------- |
| 01    | Lorenzo Gritti     | ITA  | 1:03,78 min | 28,20 s | 1:31,98 min |
| 02    | Marc Zickbauer     | AUT  | 1:04,73 min | 27,48 s | 1:32,21 min |
| 03    | Michal Klimeš      | CZE  | 1:05,01 min | 28,65 s | 1:33,66 min |
| 04    | Lukáš Brýdl        | CZE  | 1:06,44 min | 27,50 s | 1:33,94 min |
| 05    | Aleš Mlíčka        | CZE  | 1:06,02 min | 27,99 s | 1:34,01 min |
| 06    | Alessandro Rinaldi | ITA  | 1:06,17 min | 28,22 s | 1:34,39 min |
| 07    | Erik Tarabini      | ITA  | 1:07,37 min | 27,96 s | 1:35,33 min |
| 08    | Lukáš Vecheta      | CZE  | 1:07,01 min | 28,52 s | 1:35,53 min |
| 09    | Luca Petrucciani   | ITA  | 1:07,84 min | 28,33 s | 1:36,17 min |
| 10    | Tomáš Kolouch      | CZE  | 1:08,66 min | 28,06 s | 1:36,72 min |

Datum: 22./24. Juli 2005

Gewertet: 27 Läufer

## Ergebnisse Damen

### Slalom
| Platz | Name                  | Land | Zeit 1.     | Zeit 2.     | Gesamt      |
| ----- | --------------------- | ---- | ----------- | ----------- | ----------- |
| 1     | Anna-Lena Büdenbender | GER  | 24,69 s     | 35,33 s     | 1:10,02 min |
| 2     | Nadja Vogel           | SUI  | 35,60 s     | 35,51 s     | 1:11,11 min |
| 3     | Yukiyo Shintani       | JPN  | 36,66 s     | 35,74 s     | 1:12,40 min |
| 4     | Sarah Kinkel          | GER  | 37,08 s     | 36,36 s     | 1:13,44 min |
| 5     | Ilaria Sommavilla     | ITA  | 35,37 s     | 39,81 s     | 1:15,18 min |
| 6     | Petra Mlejnková       | CZE  | 34,99 s     | 59,26 s     | 1:34,25 min |
| 7     | Katharina Lindner     | GER  | 1:19,41 min | 37,02 s     | 1:56,43 min |
| 8     | Priska Krummenacher   | SUI  | 55,18 s     | 1:14,98 min | 2:10,16 min |

Datum: 22. Juli 2005

Gewertet: 8 von 12 Läuferinnen

### Riesenslalom
| Platz | Name                  | Land | Zeit 1. | Zeit 2. | Gesamt      |
| ----- | --------------------- | ---- | ------- | ------- | ----------- |
| 01    | Nadja Vogel           | SUI  | 30,42 s | 31,67 s | 1:02,09 min |
| 02    | Ilaria Sommavilla     | ITA  | 30,10 s | 32,05 s | 1:02,15 min |
| 03    | Petra Mlejnková       | CZE  | 30,14 s | 32,13 s | 1:02,27 min |
| 04    | Anna-Lena Büdenbender | GER  | 30,34 s | 32,18 s | 1:02,52 min |
| 05    | Nicole Ladinig        | AUT  | 30,86 s | 32,27 s | 1:03,13 min |
| 06    | Yukiyo Shintani       | JPN  | 31,40 s | 32,13 s | 1:03,53 min |
| 07    | Tina Giger            | SUI  | 31,38 s | 32,18 s | 1:03,56 min |
| 08    | Sarah Kinkel          | GER  | 31,62 s | 33,31 s | 1:04,93 min |
| 09    | Priska Krummenacher   | SUI  | 31,63 s | 33,39 s | 1:05,02 min |
| 10    | Michaela Ducháčková   | CZE  | 33,34 s | 35,63 s | 1:08,97 min |

Datum: 23. Juli 2005

Gewertet: 10 von 12 Läuferinnen

### Super-G
| Platz | Name                  | Land | Zeit    |
| ----- | --------------------- | ---- | ------- |
| 01    | Nadja Vogel           | SUI  | 28,74 s |
| 02    | Anna-Lena Büdenbender | GER  | 29,57 s |
| 03    | Petra Mlejnková       | CZE  | 30,02 s |
| 04    | Ilaria Sommavilla     | ITA  | 30,36 s |
| 05    | Nicole Ladinig        | AUT  | 30,57 s |
| 06    | Priska Krummenacher   | SUI  | 30,91 s |
| 07    | Yukiyo Shintani       | JPN  | 31,13 s |
| 08    | Sarah Kinkel          | GER  | 31,39 s |
| 09    | Tina Giger            | SUI  | 31,40 s |
| 10    | Michaela Ducháčková   | CZE  | 32,05 s |

Datum: 24. Juli 2005

Gewertet: 11 von 11 Läuferinnen

### Kombination
| Platz | Name                  | Land | Zeit SL     | Zeit SG | Gesamt      |
| ----- | --------------------- | ---- | ----------- | ------- | ----------- |
| 1     | Anna-Lena Büdenbender | GER  | 1:10,02 min | 29,57 s | 1:39,59 min |
| 2     | Nadja Vogel           | SUI  | 1:11,11 min | 28,74 s | 1:39,85 min |
| 3     | Yukiyo Shintani       | JPN  | 1:12,40 min | 31,13 s | 1:43,53 min |
| 4     | Sarah Kinkel          | GER  | 1:13,44 min | 30,39 s | 1:43,83 min |
| 5     | Ilaria Sommavilla     | ITA  | 1:15,18 min | 30,36 s | 1:45,54 min |
| 6     | Petra Mlejnková       | CZE  | 1:34,25 min | 30,02 s | 2:04,27 min |
| 7     | Priska Krummenacher   | SUI  | 2:10,16 min | 30,91 s | 2:41,07 min |

Datum: 22./24. Juli 2005

Gewertet: 7 Läuferinnen